# Roberto Frederico Zichacha

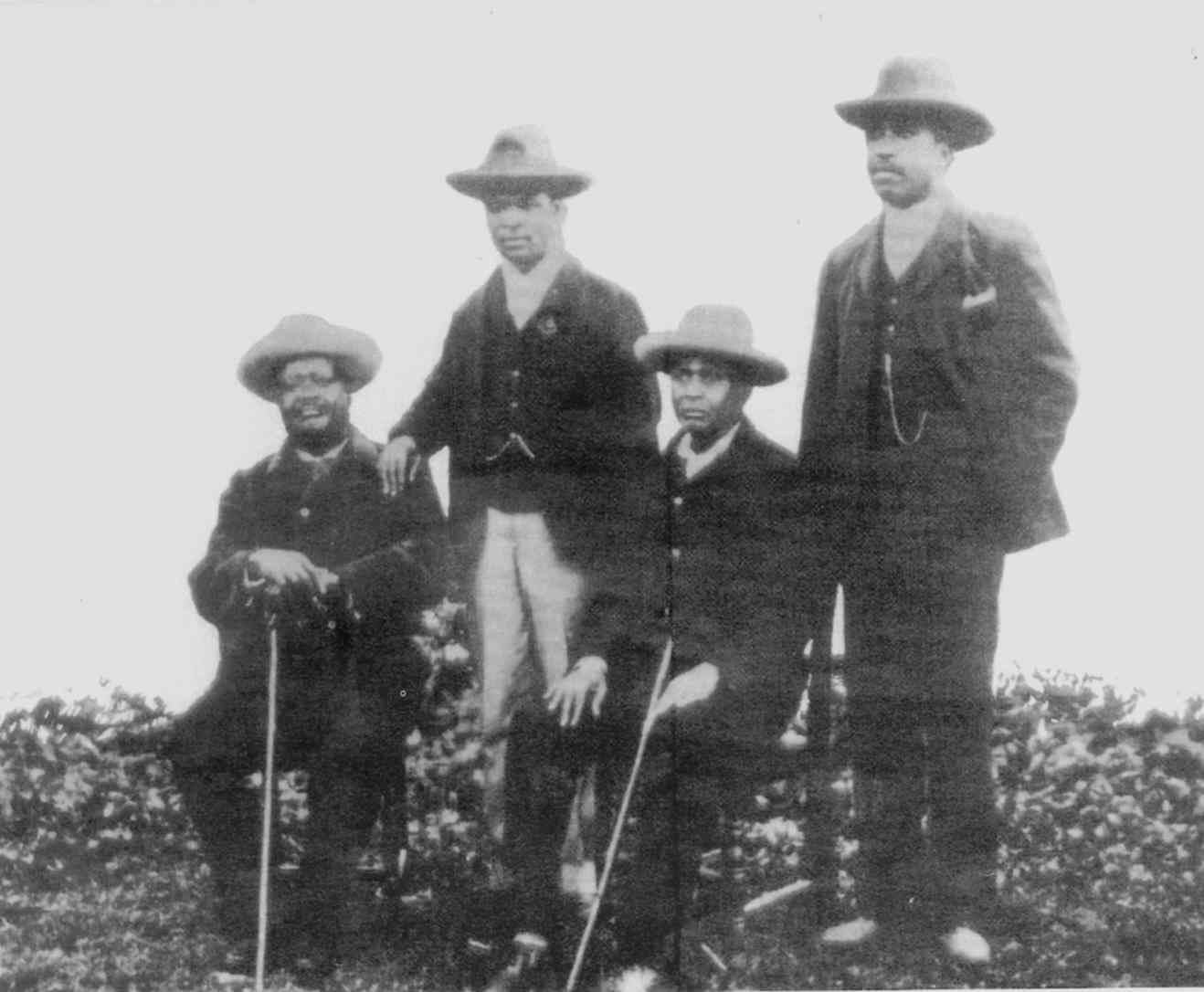
Ngungunhane (sentado à esquerda), Godide (de pé com a mão no ombro do pai), Molungo (sentado) e Zixaxa (de pé), no dia do baptismo do grupo (16 de abril de 1899).

Zichacha, baptizado como Roberto Frederico Zichacha, ou Zixaxa (Fumó, Império de Gaza c. 1869 – Angra do Heroísmo, ilha Terceira, 13 de novembro de 1927), foi Régulo de Fumó e filho de Ngungunhane, monarca da Dinastia Jamine e último imperador do Império de Gaza, no território que atualmente é Moçambique. 

## Biografia
Roberto foi feito prisioneiro por Joaquim Augusto Mouzinho de Albuquerque no território de Chaimite, aldeia sagrada dos nguni, no dia 28 de Dezembro de 1895 juntamente com o seu pai Ngungunhane, e as esposas deste. Neste acontecimento foram feitos também prisioneiros os irmãos de Roberto, António da Silva Pratas Godide, José Frederico Molungo.
No ano seguinte, em 6 de Janeiro de 1896, foram entregues aos cuidado do então Governador Geral de Moçambique, tendo seguidamente sido mandados a bordo do navio “África”, em que embarcaram no dia 12 de Janeiro para a Metrópole, tendo chegado a Lisboa no dia 13 de Março tendo sido de imediato alojados no Forte de Monsanto.
Foram mandados para a ilha Terceira, Açores, no dia 22 de Junho a bordo da canhoeira “Zambeze”, tendo chegado à cidade de Angra do Heroísmo às 16 horas do dia 27 de Junho, tendo de imediato sido levados para o Fortaleza de São João Baptista onde viveram até ao dia da sua morte.
Roberto foi batizado, com cerimónia presidida pelo Bispo de Angra, D. Francisco José Ribeiro de Vieira e Brito, como cristão na Igreja de São Salvador, Sé Catedral de Angra e sede do Bispado dos Açores no dia 16 de Abril de 1899, sento tido como padrinho de batismo José Pimentel Homem de Noronha e como madrinha D. Francisca Bettencourt Rocha da Silva. Foi neste Batismo que recebeu o nome de Roberto Frederico.
Findo o batismo foi juntamente com os seus companheiros de prisão para a capela-mor do referido templo onde lhe foi ministrado o Crisma. Neste acto teve como padrinho o Dr. João Álvaro de Brito Albuquerque, então reitor do Liceu de Angra.

## Relações familiares
Casou com Maria Augusta, filha de João de Sousa, natural da Ribeirinha, e de Francisca Vila d´Amigo, natural de Espanha de quem teve:
1. Roberto Francisco Zixaxa